# Вайлтинген
Вайлтинген (на немски: Weiltingen) е община (Marktgemeinde) в окръг Ансбах в регион Средна Франкония в Бавария, Германия, с 1343 жители (2015).
Намира се на река Вьорниц близо до Динкелсбюл.
- Свещеническия дом във Вайлтинген